# カミロ・ビジェガス
カミロ・ビジェガス・レストルポ（Camilo Villegas Restrepo、1982年1月7日 - ）は、コロンビア・メデジン出身のプロゴルファー。フロリダ大学卒業。当地出身のゴルファーとして、最初のPGAツアー優勝者になり、世界ランキングトップ10入りを果たした選手である。パットのラインを読む際の独特な姿勢から「スパイダーマン」というニックネームで呼ばれている。世界ランキング自己最高位は7位。
ビジェガスはジュニア時代、1999年の「オレンジボウル・ジュニアゴルフ選手権」や2001年「コロンビア・オープン」などで優勝があった。フロリダ大学の学生ゴルフ選手として、2003年の「プレーヤーズ・アマチュア」など多数のタイトルを獲得した後、2004年6月からプロゴルファーになる。彼のプロデビュー戦は、メジャー大会の全米オープンゴルフであった。2005年はアメリカPGAツアーの下部組織に位置する「ネーションワイド・ツアー」（Nationwide Tour）を回り、その賞金ランキング13位に入ったことから、2006年からPGAツアーのメンバーになる。コロンビアの選手がPGAツアー入りしたのは史上初で、ビジェガスはコロンビアの国民的英雄として注目を浴び始めた。
2007年3月の「ホンダ・クラシック」で、ビジェガスは3人の選手によるプレーオフに進出したが、ここではマーク・ウィルソン（アメリカ）に敗れてツアー初優勝を逃した。この年はJGTOツアーのコカ・コーラ東海クラシックで優勝があり、国際トーナメントで初優勝を挙げている。2008年にビジェガスはさらなる躍進を遂げ、フェデックスカップ・プレーオフ第3戦のBMW選手権でコロンビア人初のPGAツアー優勝を果たすと、最終戦のPGAツアー選手権でもセルヒオ・ガルシア（スペイン）とのプレーオフを制した。この2大会連続優勝により、ビジェガスはコロンビア人選手として史上初の世界ランキングトップ10入りも達成した。メジャー大会の成績は、現時点では2008年全米プロゴルフ選手権の4位タイが自己最高成績である。

## プロ優勝 (11)

### PGAツアー (5)
| Legend               |
| FedEx Cup Events (2) |
| Other PGA Tour (3)   |

| No. | Date           | Tournament                        | 優勝スコア            | 打差    | 2位（タイ）                            |
| --- | -------------- | --------------------------------- | --------------------- | ------- | -------------------------------------- |
| 1   | 2008年9月7日   | BMW選手権                         | –15 (65-66-66-68=265) | 2打差   | ダドリー・ハート                       |
| 2   | 2008年9月28日  | ザ・ツアーチャンピオンシップ      | –7 (72-66-69-66=273)  | Playoff | セルヒオ・ガルシア                     |
| 3   | 2010年3月7日   | ザ・ホンダ・クラシック            | –13 (66-66-67-68=267) | 5打差   | アンソニー・キム                       |
| 4   | 2014年8月17日  | ウィンダム選手権                  | −17 (63-69-68-63=263) | 1打差   | ビル・ハース, フレデリック・ヤコブソン |
| 5   | 2023年11月12日 | バターフィールド バミューダ選手権 | −24 (67-63-65-65=260) | 2打差   | アレックス・ノレン                     |

### 日本ツアー (1)
- 2007 コカ・コーラ東海クラシック

### その他(5)
- 2001 コロンビア・オープン (アマチュアとして)
- 2008 TELUS World Skins Game, CVS Caremark Charity Classic (with バッバ・ワトソン), Notah Begay III Foundation Challenge
- 2010 World Golf Salutes King Bhumibol Skins Tournament